# 王倬 (1936年)
王倬（1936年11月18日—），男，江蘇人，中華民國、美国生物化學家。

## 生平
1936年出生于江蘇。1959年，從國立臺灣大學化工系畢業。1961年，獲得南達科塔州立大學化學碩士學位。1964年，獲得密蘇里大學物理化學博士學位。
1964年到1966年，擔任加州理工學院博士後研究員。1966年到1977年，在加州大學柏克萊分校化學系任教。
1977年，前往哈佛大學生物化學系任教，目前是生物化學與分子生物學的Mallinckrodt講座教授。
1986年至1987年間任中央研究院分子生物所所長。

## 学术贡献
王倬是繼詹姆斯·杜威·沃森后，DNA雙股螺旋結構重大發現者之一，之後曾任系主任一職，發現DNA複製時所需的拓撲異構酶（topoisomerase）。

## 荣誉
1982年当选中央研究院院士。1986年当选美國國家科學院院士。2022年，獲選為國立臺灣大學傑出校友